# 庫斯烏羅山
8°52′50″S 77°59′00″W / 8.88056°S 77.98333°W
庫斯烏羅山（Kushuru），是秘魯的山峰，位於該國北部安卡什大區，由聖托里比奧區和卡塞雷斯德佩魯區負責管轄，屬於內格拉山脈的一部分，海拔高度5,000米。